# サラトフ州

サラトフ州
ロシア語: Саратовская область

サラトフ州（サラトフしゅう、サラートフ州；ロシア語: Саратовская областьサラータフスカヤ・オーブラスチ）は、ロシア連邦・沿ヴォルガ連邦管区に含まれる州（オーブラスチ）のひとつ。州都はサラトフ。ヨーロッパロシアの東部、ウラル山脈西部に位置する。

## 地理
東ヨーロッパ平原の東南部、ヴォルガ川下流域に位置する。東にカザフスタン共和国、南にはヴォルゴグラード州、西はヴォロネジ州、北はペンザ州、サマラ州、ウリヤノフスク州、オレンブルク州と接する。境界線は約3,500キロメートル。
大陸性の気候。夏には30度を越える日が続く。降水は月に12日から15日ほど。

## 歴史
16世紀以降、サラトフ周辺へのロシア人の入植が始まった。1797年にサラトフ県（1797年 - 1928年）が設置される。1934年からサラトフ地方、1936年12月よりサラトフ州。現在の境界線は1941年に決定されたものである。
2004年12月末、20人以上のサラトフ州議会の議員が、2005年4月2日の任期を目前としたドミートリイ・アヤツコフ州知事を次期州知事の候補としないよう、プーチン大統領に請願書を提出した。
2024年、ウクライナ軍によるドローン攻撃を受け、民間人が負傷した。

## 産業
原油や天然ガスの採掘、航空機の製造、化学工業、食品加工などが盛んである。

## 都市
州都サラトフのほかに、エンゲリス、バラコヴォ、バラショフ、ヴォリスクなどがある。

## 軍事
サラートフ州にはロシアの最新型戦略爆撃機であるTu-160を運用するロシア空軍第37航空軍の基地が置かれている。
2022年ロシアのウクライナ侵攻を受け、同年12月5日、ウクライナが無人航空機で軍用のエンゲリス飛行場を攻撃。ロシア国防省は飛行場に駐留する戦略爆撃機を標的とした攻撃を受け、死傷者が出たことを発表した。

## 標準時
この地域は、サマラ時間帯の標準時を使用している。時差はUTC+4時間で、夏時間はない。（以前はモスクワ時間を使用していて、2011年3月までは標準時がUTC+3、夏時間がUTC+4、同年3月から2014年10月までは通年UTC+4、2016年12月までは通年UTC+3であった）